# Kraazer See
Der Kraazer See ist ein See in der Gemeinde Hohen Wangelin im Landkreis Mecklenburgische Seenplatte in Mecklenburg-Vorpommern. Bis zum Bau einer Grabenverbindung zum Malkwitzer See war er Quellsee des Flusses Nebel.
Das 32 Hektar große Gewässer befindet sich etwa 15 Kilometer nordwestlich von Waren (Müritz) innerhalb der Mecklenburgischen Seenplatte. Die maximalen Ausdehnungen betragen etwa einen Kilometer in Nord-Süd- und 600 Meter in West-Ost-Richtung. Die Wasseroberfläche liegt 60 Meter über dem Meeresspiegel. Von Westen, aus dem Malkwitzer See kommend, mündet die Nebel in den See, um ihn im Norden in Richtung Hofsee wieder zu verlassen. Vor allem vom nur gering ansteigenden Ostufer führen mehrere Gräben in das schwach eutrophe und flache Gewässer. Von dieser Seite ragt auch eine Halbinsel in den See. Nach Westen steigt das Gelände mit dem Trockenhügel relativ steil auf etwa 77 Meter an. Größtenteils grenzen an das von einem unterschiedlich dichten Schilf- und Schwarzerlen-Baumgürtel umgebenen Gewässer Quellmoore und extensiv bewirtschaftetes Grünland, an die sich im Osten und Süden ein größeres, zusammenhängendes Nadelwaldgebiet anschließt.
Zusammen mit dem Malkwitzer See und dem Hofsee liegt der Kraazer See in dem seit 1996 bestehenden und 508 Hektar großen Naturschutzgebiet Obere Nebelseen. Die Oberen Nebelseen entstanden durch Toteisblöcke aus dem Frankfurter Vorstoß der Weichseleiszeit, die von Sandermaterial des Pommerschen Vorstoßes überdeckt wurden und deshalb langsamer abschmolzen als das restliche Eis. Während der deutschen Besiedlung der Region wurde der Kraazer See künstlich mit dem westlich und höher liegenden Malkwitzer See verbunden und innerhalb der Seenkette wurden Mühlenstaue errichtet. Die Seen waren einst in Besitz des Klosters Malchow. Zu DDR-Zeiten wurde ihnen Wasser zur Beregnung von Ackerflächen entnommen, in der Umgebung wurde Gülle der seit 1975 bestehenden Rindermastanlage in Hohen Wangelin verregnet. Pumpwerke entwässerten bis 1997 angrenzende Moore.